# Mokowo

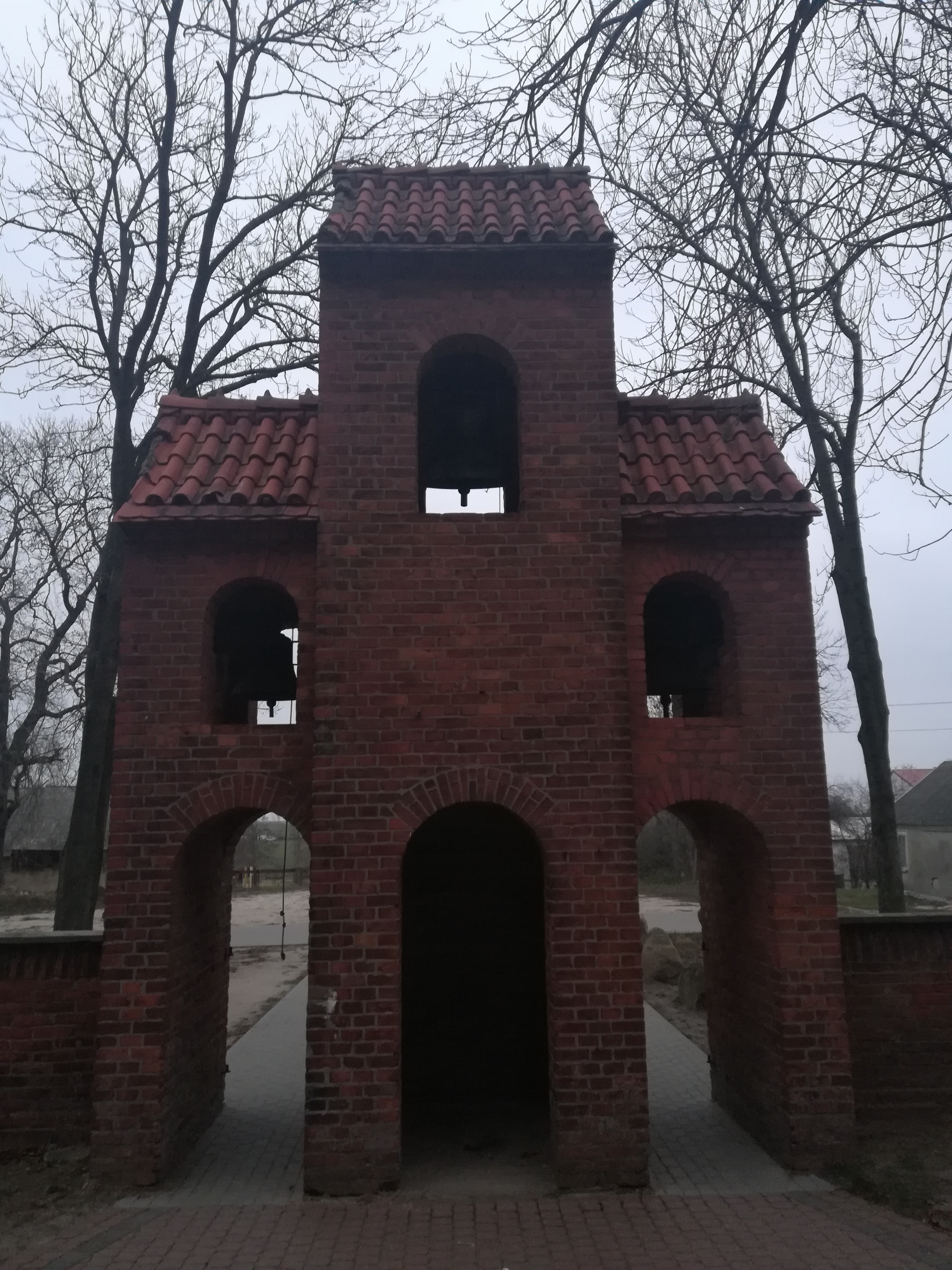
Dzwonnica bramna

Mokowo – wieś w Polsce położona w województwie kujawsko-pomorskim, w powiecie lipnowskim, w gminie Dobrzyń nad Wisłą.

## Podział administracyjny
W latach 1954–1961 wieś należała i była siedzibą władz gromady Mokowo, po jej zniesieniu w gromadzie Chalin. W latach 1975–1998 miejscowość administracyjnie należała do województwa włocławskiego.

## Demografia
Według Narodowego Spisu Powszechnego (III 2011 r.) wieś liczyła 222 mieszkańców. Jest jedenastą co do wielkości miejscowością gminy Dobrzyń nad Wisłą.

## Parafia katolicka
We wsi znajduje się parafia pw. św. Marii Magdaleny.

## Obiekty zabytkowe
Grodzisko pierścieniowate średniowieczne, początki XIII-XVI w. Położone około 350 m na wschód od kościoła parafialnego. Usytuowane na wzniesieniu w terenie bagiennym, na zachodnim brzegu jeziora Chalińskiego. Podstawa zbliżona do koła o wymiarach 77 x 86 m, z majdanem 30 x 38 m. Początkowo gród książęcy, następnie braci chrystusowych Dobrzyńców, a z ich darowizny w 1233 r. prepozytora dobrzyńskiego, ponownie książęcy w latach 1235-1304, potem w rękach właścicieli wsi Makowskich i Chudzewskich herbu Pobóg. Materiał ruchomy: węgle drzewne, ułamki ceramiki naczyniowej z połowy XIII wieku do początku XVI w.
Kościół parafialny pod wezwaniem Świętej Trójcy (parafia wzmiankowana w 1401 r.). Wzniesiony w latach 1936-1938 przez ks. B. Pszczólkowskiego, w miejsce spalonego w 1915 r., drewnianego z 1699 r. Murowany z cegły, otynkowany wewnątrz. Korpus główny na rzucie krzyża z niższymi po bokach w osi skrajnej dwoma prostokątami i nieco niższymi od nawy dobudówkami. Od frontu szczyt dwu schodkowy z trójkątnymi szczycikami, zwieńczony kamiennym krzyżem. Dach siodłowy z latarnią przy prezbiterium, nakrytą hełmem z sygnaturką i zwieńczoną metalowym krzyżem. Wystrój wnętrza i wyposażenie niejednolite stylowo. W ołtarzu głównym obraz Matki Boskiej z Dzieciątkiem przywieziony z Wołynia. Malowany na desce, zapewne z przełomu XVI/XVII w., w sukienkach metalowych, regencyjnych z około 1730 r. Na obrazie zapis melodyczny, pod którym minuskułą renesansową staropolski tekst pieśni Bogurodzica: Bogu rodzica dziewicza bogem slawiena [Maria] syna gospodzina matka slawena Maria Niszczi nam sposczi nam [Kyrieleyson] Twego dziela zbawiciela Bozicze Kyrieleyson Wsnisz glosu Napelni mysli człowiecze Wslisz modlitwe josz nosimy To dacz racz jegosz prosimy a na swiecze sbożny pobyt po swecze rajski przebyt kyrieleyson.
Monstrancja regencyjna, przypuszczalnie przywieziona z Wołynia, (przez księdza Stanisława Sikorskiego) o czym świadczy częściowo zalana ołowiem inskrypcja fundacyjna: R. p. 1731 Janik Mon[ch]i[l]ien – dalej nieczytelna, na końcu dodano: Mokowa.  
Na cmentarzu przykościelnym kostnica z 1. połowy XIX w. Drewniana, konstrukcji słupowo-ramowej, oszalowana. Czworoboczna, nakryta dachem namiotowym (rozebrana w latach 90. XX wieku).  
Dzwonnica z 1938 r., murowana, z cegły. W niej trzy nowe dzwony z lat 1946-1954. 

## Urodzeni w Mokowie
- Józef Marcinkowski – żołnierz Armii Krajowej, uczestnik wojny polsko-bolszewickiej i kampanii wrześniowej[5].